# Trichopteryx grisearia
Trichopteryx grisearia är en fjärilsart som beskrevs av John Henry Leech 1891. Trichopteryx grisearia ingår i släktet Trichopteryx och familjen mätare. Inga underarter finns listade i Catalogue of Life.